# Jü Feng-tchung
Jü Feng-tchung (čínsky pchin-jinem Yú Fèngtóng, znaky 于凤桐; * 15. prosince 1984 I-čchun) je bývalý čínský rychlobruslař.
V roce 2001 začal závodit ve Světovém poháru, v téže sezóně startoval i na Zimních olympijských hrách 2002 (500 m – 34. místo, 1000 m – 40. místo). V sezónách 2003/2004 a 2004/2005 vyhrál celkové hodnocení Světového poháru v závodech na 100 m. Na ZOH 2006 dosáhl na trati 500 m pátého místa, na dvojnásobné distanci se umístil na 34. příčce. V sezóně 2008/2009 zvítězil v celkové klasifikaci Světového poháru na distanci 500 m a v zároveň získal na Mistrovství světa 2009 na téže trati bronzovou medaili. Zúčastnil se ZOH 2010, v závodě na 500 m skončil sedmý. Poslední start absolvoval na začátku roku 2012, na podzim 2013 ještě nastoupil do jednoho závodu.